# La Coubre

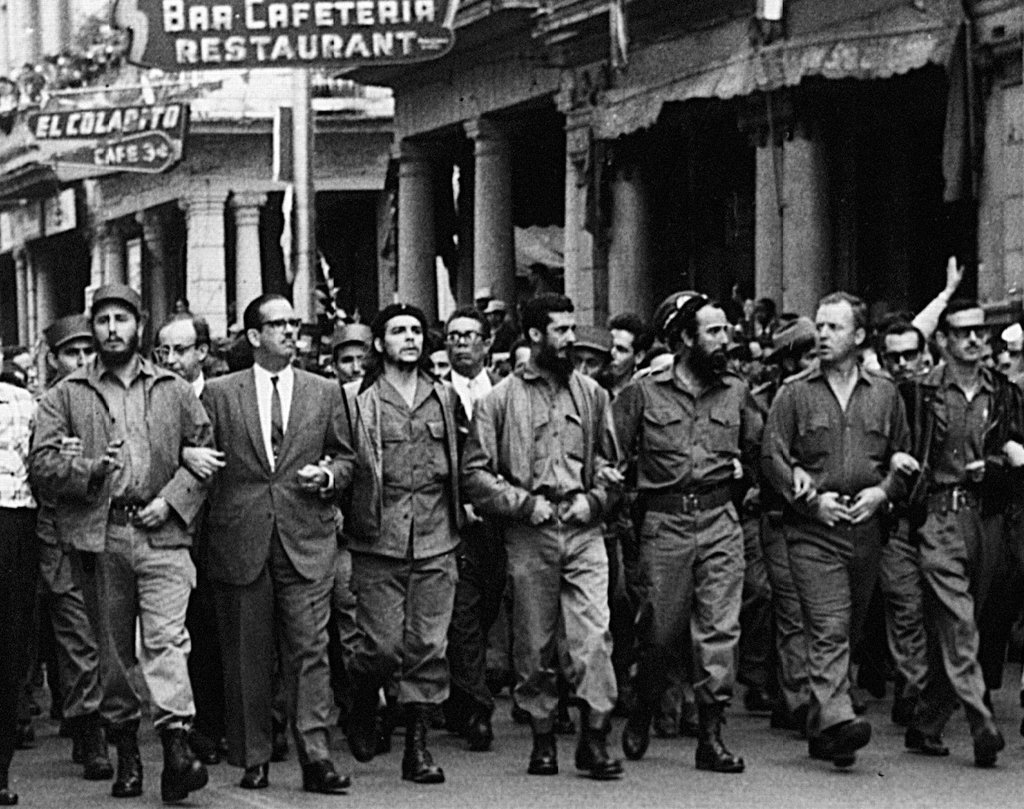
Fidel Castro, Osvaldo Dorticós, Che Guevara, Augusto Sánchez, Antonio Jiménez, William Morgan e Eloy Menoyo (da esquerda para a direita) em marcha pela memoria das vítimas da explosão de La Coubre.

O barco a vapor La Coubre foi uma embarcação francesa sabotada no porto de Havana no dia 4 de março de 1960, quando estava transportando armas e munições. Duas explosões ocorreram, causando cerca de cem mortos e duzentos feridos.

## Eventos
Às 15h10 do dia 4 de março de 1960, o cargueiro La Coubre, um navio de 4 310 toneladas que transportava 76 toneladas de munições belgas do porto de Antuérpia, explodiu ao descarregar no porto de Havana. O descarregamento de cargas perigosas diretamente no cais era contrário aos regulamentos militares vigentes. Nestes casos, os navios tinham que atracar no centro do porto e sua carga era transportada para o cais em barcaças. A decisão de descarregar La Coubre diretamente no cais de Tallapiedra aparentemente foi tomada por Raúl Castro, então Ministro das Forças Armadas Revolucionárias de Cuba (FAR).

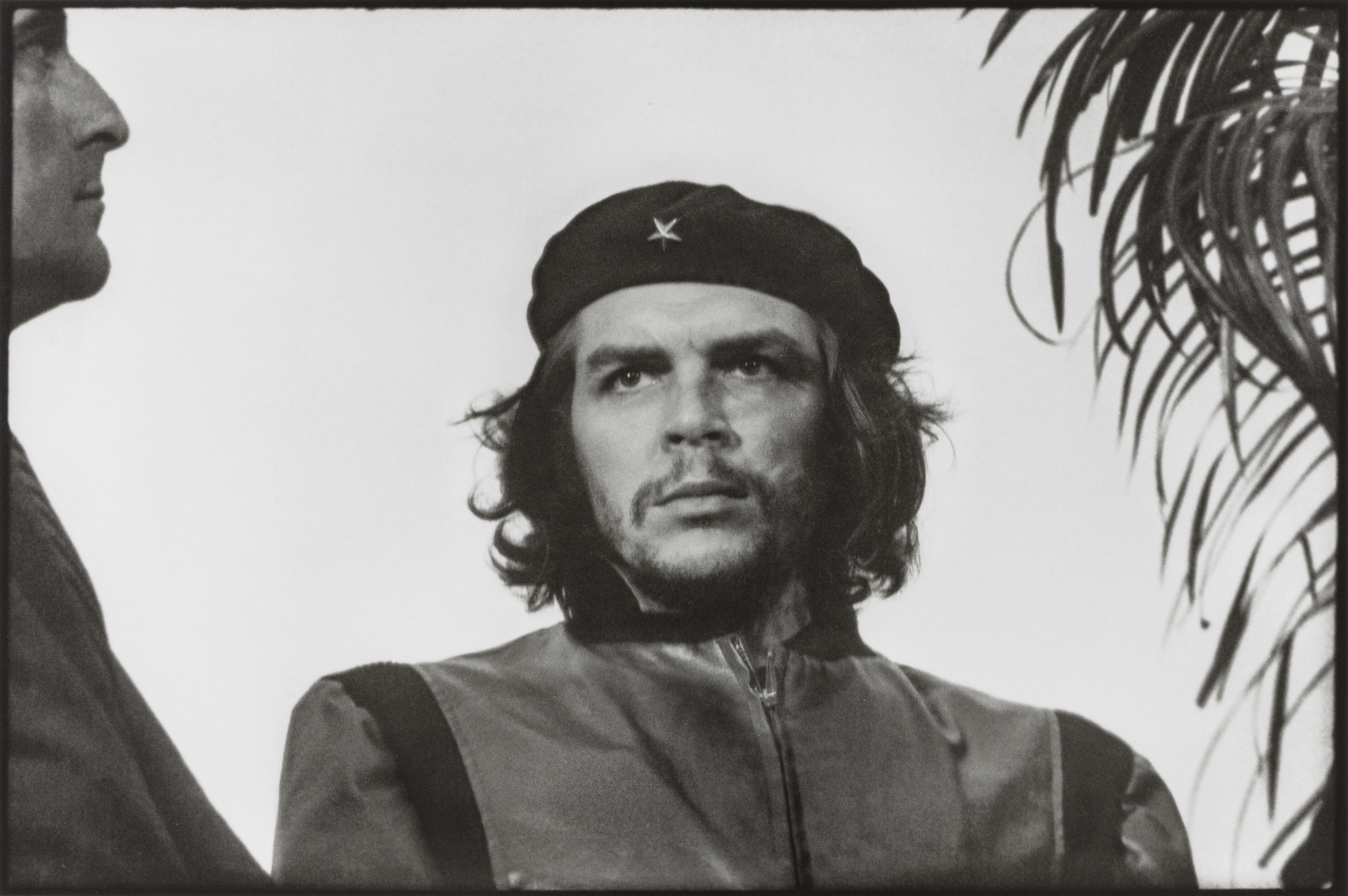
Ernesto Guevara, durante os funerais das vítimas, no dia seguinte à explosão. Esta imagem foi tirada pelo fotógrafo Alberto Korda e mais tarde seria chamada de Guerrillero Heroico.

No momento da explosão, Che Guevara estava em reunião no prédio do Instituto Nacional de Reforma Agrária de Cuba. Depois de ouvir a explosão e ver a nuvem de poeira subindo sobre capital cubana, ele se dirigiu ao local do ataque terrorista e passou as horas seguintes prestando atendimento médico a trabalhadores e soldados feridos, muitos deles de forma fatal.
Trinta minutos após a primeira explosão, enquanto centenas de pessoas estavam envolvidas em uma operação de resgate organizada pelas FAR, ocorreu uma segunda explosão, ainda mais poderosa, que teve como vítimas pessoas que voluntariamente vieram socorrer os feridos. Embora o número exato seja desconhecido, estima-se que entre 75 e 100 pessoas morreram e outras 200 ficaram feridas. No entanto, outras fontes lidam com números significativamente maiores.
La Coubre foi levado para uma doca seca. Ela voltou ao serviço ativo na empresa francesa Compagnie Générale Transatlantique até 1972, quando foi vendida para uma empresa de navegação do Chipre e foi renomeada como Barbara.

## Autoria
Segundo o governo cubano, o ataque foi organizado no território dos Estados Unidos. Há dados de que agências desse país foram responsáveis por este evento com o objetivo de sabotar o fornecimento cubano de armas e munições de terceiros países e, assim, deixar Cuba indefesa contra uma ofensiva orquestrada de Washington, que se materializou na invasão da Baía dos Porcos. Documentos desclassificados da CIA podem ser encontrados na internet onde consta a manobra de invasão. Especificamente, este ato de sabotagem estava ligado a William Alexander Morgan, agindo sob as ordens da CIA e sua Operação 40.